# جون نوت
جون نوت (بالإنجليزية: John Nott)‏ (1 فبراير 1932 – 6 نوفمبر 2024) هو سياسي، وكاتب السيرة الذاتية من المملكة المتحدة شغل منصب وزير الدولة للدفاع من عام 1981 إلى عام 1983، أثناء حرب فوكلاند.

## التعليم
تعلم في كلية الثالوث، كامبريدج.

## روابط خارجية
- جون نوت على موقع IMDb (الإنجليزية)
- جون نوت على موقع مونزينجر (الألمانية)
- جون نوت على موقع إن إن دي بي (الإنجليزية)